# 李德任
李德任（？—1226年），西夏皇子，父親是西夏神宗李遵顼。
李德任被封為太子，1217年，蒙古帝國進攻，李遵顼命太子李德任居守，自己出走西凉。1223年，李遵顼欲派李德任率师侵金國，李德任谏父與金國和解，李遵顼不從。德任想辭太子為僧，遵顼把德任幽禁在灵州。1226年十一月，蒙古帝國攻打灵州，西夏遣大将嵬名令公率軍十万救灵州，蒙古兵渡河击败西夏兵，领军佐里等战死，攻取灵州。进克兀纳剌城，李德任被执抓住，不屈而死(或說自盡殉國)。有子李惟忠，當時七岁，求一起死，蒙古将异而执之。李惟忠后为成吉思汗二弟合撒儿所抚养，官至达鲁花赤。